# Gare de Brantford
Pour les articles homonymes, voir Brantford (homonymie).
La  gare de Brantford à Brantford, en Ontario, est desservie par Via Rail Canada.